# Fairview (comté de Kenton, Kentucky)
Pour les articles homonymes, voir Fairview.
Fairview est une ville américaine située dans le comté de Kenton, dans le Kentucky. Selon le recensement de 2020, sa population est de 144 habitants.